# 佛罗伦萨路
佛罗伦萨路（Rue de Florence）是巴黎第八区的一条街道，属于欧洲区的一部分。 

## 名称
佛罗伦萨路得名于意大利城市佛罗伦萨路。

## 位置
佛罗伦萨路始于圣彼得堡路35号，止于都灵路32号。

## 历史
佛罗伦萨路开辟于1826年。

## 建筑
- 3号[1].
- 4号
- 7号[2].
- 8号[1].